# Francesco Enna
Francesco Enna (Sassari, 1938 – 2022) è stato uno scrittore e insegnante italiano.
È conosciuto soprattutto per la sua opera Contos de Foghile pubblicata nel 1983, una raccolta di racconti popolari della Sardegna frutto di una indagine condotta negli anni Settanta in tutta l’isola.
L’opera ebbe subito un enorme successo, anche grazie agli adattamenti per il teatro della Compagnia teatrale sassarese “La Botte e il Cilindro”, con cui Franco Enna collaborò per molti anni. Molto seguite furono anche le sue trasmissioni su Rai Radio Sardegna, sempre sul tema della narrativa popolare, che Enna realizzò periodicamente dagli anni Settanta fino agli anni Duemila.
Affiancato sempre dalla moglie, Iole Sotgiu, sia nelle ricerche che nella scrittura delle numerose pubblicazioni, spesso figurano nei suoi libri anche le illustrazioni dei figli Bruno e Stefano, oggi riconosciuti autori di fumetti per la Disney e altre importanti case editrici.

## Biografia
Franco Enna è nato nel quartiere popolare di San Donato a Sassari, dove si trova la scuola elementare più antica della città,  mantenendo sempre un forte legame con questo quartiere e la sua anima sassarese. La naturale propensione all’arte del raccontare l’aveva ereditata dalla madre, Amelia Piredda di Siligo, di cui traccia un ritratto nel libro Contos de Foghile. Condivide con il fratello Giovanni Enna, autore di commedie in dialetto sassarese, la verve umoristica e la passione per la scrittura.
Ha insegnato nella scuola elementare dal 1962 al 1974 diventando poi dirigente scolastico fino al 2001. Come pedagogista partecipa a numerosi convegni, attività laboratoriali, seminari di aggiornamento per insegnanti e attività rivolte ai bambini.
È stato per oltre trent’anni collaboratore della pagina culturale del quotidiano "La Nuova Sardegna", pubblicando articoli su argomenti di pedagogia, recensioni di libri e spettacoli, racconti e opere di narrativa a puntate.
È stato in Cile nel 2003, a Santo Domingo nel 2005, in Bolivia nel 2008,  dove la sua opera tradotta in spagnolo è stata presentata in fiere del libro e scuole.

## Omaggi
- Nel 2022 il Festival Letterario Ethno’s di Martis (SS) gli ha reso omaggio con il podcast “Contos de Maria Nudda”, dove si ripercorre la storia della sua ricerca e si ascoltano le storie raccontate da una delle sue narratrici preferite, Maria Nudda di Martis.

- Nel 2023 gli è stata intitolata la biblioteca della scuola primaria del 5°Circolo di Sassari dove è stato a lungo dirigente scolastico.

## Pubblicazioni

### Opere di narrativa
- 1974     Un fantasma per nove ragazzi, Padova, Ed. Il Messaggero.
- 1975     Sardegna - Racconti popolari,  Bergamo, Ed. Janus.
- 1983     Contos de Foghile, Sassari, Ed. Gallizzi  (poi varie edizioni per Ed. Fratelli Frilli, Genova).
- 1984     Il gabbiano di compensato, Milano, Ed. Juvenilia.
- 1988     Il bambino di porcellana, Milano, Ed. Juvenilia.
- 1990     La vera storia di Gondrano il cormorano, Milano, Ed. Juvenilia.
- 1991     Eleonora d’Arborea, Cagliari, Ed. Condaghes.
- 1991     Fiabe Sarde, Milano Ed. Oscar Mondadori.
- 1994     Miti, leggende e fiabe della tradizione popolare della Sardegna, Sassari, Ed. Delfino.
- 1994     Contos de foghile. Contos de pedra. Fiabe a teatro. Due atti unici per bambini e adulti, Cagliari, Ed. Edes.
- 1999     Martineddu Ifferradu, Cagliari, Ed. Condaghes.
- 2001     Il padrone delle metafore (L’ultima notte di Esopo), Cagliari, Ed. Edes.
- 2002      Cuentos Junto a la lumbre. Historias y legendas de Cerdena.
- 2007     La vera storia di Gondrano il cormorano (nuova edizione), Cagliari, Ed. Condaghes.
- 2007     Una tragedia in rap, Milano, Ed. Giunti Junior.
- 2007     La Sardegna dei Sortilegi (con N. Piras, F. Fresi, G. Medas), Roma, Ed. Newton Compton.
- 2008     Storia popolare della città di Sassari (e dintorni), Genova, Ed. Fratelli Frilli.
- 2008     Il buio fifone  (fiabe terapeutiche), Roma, Nuove Edizioni Romane.
- 2009     Il grande volo di Cristobal, Napoli, Ed. Il Rubino.
- 2009     I predoni del tempo, Roma, Nuove Edizioni Romane.
- 2010     La fortuna sfortunata (fiabe terapeutiche), Roma, Nuove Edizioni Romane.

### Libri di lettura per la scuola primaria
- 1977     Oggi, Bergamo, Ed. Janus.
- 1983     Dai, racconta (con Iole Sotgiu), Vignola, Ed. Gruppo Fabbri.

## Opere teatrali
Tutte le opere teatrali di Franco Enna sono state messe in scena dalla Compagnia "La Botte e il Cilindro" di Sassari:
- Contos de Foghile
- Annalice Porcospino (dalle favole di Antonio Gramsci)
- La bella che sposò Lusbé
- Il Gatto Mammone
- Il buio fifone
- Il lupo e l’agnello

## Radiofonia
Per la Rai Radio Sardegna:
- Zoom. I fatti raccontati dai protagonisti III : n. 60 Trasmissione del 26/10/2010

- Custu est su contu. Racconti popolari nell’era digitale 22 puntate, 2009 (con Enedina Sanna)
- 100 di questi libri : Scrittori à la carte, n. 14 trasmissione del 30/12/2008
- Sos contos de foghile serie di trasmissioni sui racconti popolari 1975[3]

## Collaborazione con "La Nuova Sardegna"
- I Misteri di Platamona, Giallo estivo a puntate (1972)
- La fabbrica chiude ma con il sole la vita si fa nuova (2012)
- Ecco perché Pinocchio riesce ad incantare i bambini del mondo (2011)